# Trofej Nogometaš
Trofej Nogometaš (orig. Nogometni Oscar) je nogometna nagrada koju svake godine uručuje hrvatska udruga „Nogometni Sindikat” i Sportske novosti od 2013. godine. Trofej Nogometaš predstavlja prestižan izbor najboljih nogometnih pojedinaca, a nagrade se dodjeljuju temeljem glasova igrača i trenera 1. HNL/HNL. U 2017. godini, nagrada mijenja ime iz „Nogometni Oscar” u „Trofej Nogometaš”.
Najviše nagrada za najboljeg hrvatskog igrača ima Luka Modrić. 

## Trofej Nogometaš 2013.
- Najbolji hrvatski nogometaš:  Luka Modrić
- Najbolji hrvatski vratar:  Ivan Kelava
- Najbolji nogometaš Prve HNL:  Sammir
- Najbolji mladi nogometaš Prve HNL:  Ante Rebić
- Najbolji trener Prve HNL:  Tomislav Ivković

### Momčad godine 2013.
| Igrač               | Momčad        | Broj nagrada |
| ------------------- | ------------- | ------------ |
| Ivan Kelava         | Dinamo Zagreb | 1            |
| Šime Vrsaljko       | Dinamo Zagreb | 1            |
| Josip Šimunić       | Dinamo Zagreb | 1            |
| Ivica Križanac      | RNK Split     | 1            |
| Antonio Milić       | Hajduk Split  | 1            |
| Franko Andrijašević | Hajduk Split  | 1            |
| Sammir              | Dinamo Zagreb | 1            |
| Domagoj Antolić     | Lokomotiva    | 1            |
| Leon Benko          | Rijeka        | 1            |
| Ante Rebić          | RNK Split     | 1            |
| Andrej Kramarić     | Lokomotiva    | 1            |

Izvor:

## Trofej Nogometaš 2014.
- Najbolji hrvatski nogometaš:  Luka Modrić
- Najbolji hrvatski vratar:  Ivan Vargić
- Najbolji nogometaš Prve HNL:  Andrej Kramarić
- Najbolji mladi nogometaš Prve HNL:  Mario Pašalić
- Najbolji trener Prve HNL:  Matjaž Kek

### Momčad godine 2014.
| Igrač                  | Momčad        | Broj nagrada |
| ---------------------- | ------------- | ------------ |
| Ivan Vargić            | Rijeka        | 1            |
| Ivan Tomečak           | Rijeka        | 1            |
| Mario Maloča           | Hajduk Split  | 1            |
| Josip Šimunić          | Dinamo Zagreb | 2            |
| Josip Pivarić          | Dinamo Zagreb | 1            |
| Mario Pašalić          | Hajduk Split  | 1            |
| Marcelo Brozović       | Dinamo Zagreb | 1            |
| Ivan Močinić           | Rijeka        | 1            |
| Andrej Kramarić        | Rijeka        | 2            |
| Duje Čop               | Dinamo Zagreb | 1            |
| El Arbi Hillel Soudani | Dinamo Zagreb | 1            |

Izvor:

## Trofej Nogometaš 2015.
- Najbolji hrvatski nogometaš:  Luka Modrić
- Najbolji hrvatski vratar:  Lovre Kalinić
- Najbolji nogometaš Prve HNL:  Marko Pjaca
- Najbolji mladi nogometaš Prve HNL:  Marko Pjaca
- Najbolji trener Prve HNL:  Zoran Mamić

### Momčad godine 2015.
| Igrač             | Momčad        | Broj nagrada |
| ----------------- | ------------- | ------------ |
| Dominik Livaković | NK Zagreb     | 1            |
| Marin Leovac      | Rijeka        | 1            |
| Ivan Tomečak      | Rijeka        | 2            |
| Matej Mitrović    | Rijeka        | 1            |
| Marko Lešković    | Rijeka        | 1            |
| Domagoj Pavičić   | Dinamo Zagreb | 1            |
| Ante Ćorić        | Dinamo Zagreb | 1            |
| Arijan Ademi      | Dinamo Zagreb | 1            |
| Dejan Radonjić    | Istra 1961    | 1            |
| Ángelo Henríquez  | Dinamo Zagreb | 1            |
| Marko Pjaca       | Dinamo Zagreb | 1            |

Izvor:

## Trofej Nogometaš 2016.
- Najbolji hrvatski nogometaš:  Luka Modrić
- Najbolji hrvatski vratar:  Lovre Kalinić
- Najbolji nogometaš Prve HNL:  Marko Pjaca
- Najbolji mladi nogometaš Prve HNL:  Ante Ćorić
- Najbolji trener Prve HNL:  Zoran Mamić

### Momčad godine 2016.
| Igrač               | Momčad         | Broj nagrada |
| ------------------- | -------------- | ------------ |
| Lovre Kalinić       | Hajduk Split   | 1            |
| Gordon Schildenfeld | Dinamo Zagreb  | 1            |
| Josip Pivarić       | Dinamo Zagreb  | 2            |
| Marko Lešković      | Rijeka         | 2            |
| Stefan Ristovski    | Rijeka         | 1            |
| Tino-Sven Sušić     | Hajduk Split   | 1            |
| Ante Ćorić          | Dinamo Zagreb  | 2            |
| Marko Rog           | Dinamo Zagreb  | 1            |
| Marko Pjaca         | Dinamo Zagreb  | 2            |
| Ilija Nestorovski   | Inter Zaprešić | 1            |
| Marin Tomasov       | Rijeka         | 1            |

Izvor:

## Trofej Nogometaš 2017.
- Najbolji hrvatski nogometaš:  Luka Modrić
- Najbolji hrvatski vratar:  Danijel Subašić
- Najbolji nogometaš Prve HNL:  Franko Andrijašević
- Najbolji mladi nogometaš Prve HNL:  Lovro Majer
- Najbolji trener Prve HNL:  Matjaž Kek

### Momčad godine 2017.
| Igrač                  | Momčad        | Broj nagrada |
| ---------------------- | ------------- | ------------ |
| Dominik Livaković      | Dinamo Zagreb | 2            |
| Borna Barišić          | Osijek        | 1            |
| Josip Elez             | Rijeka        | 1            |
| Marko Lešković         | Dinamo Zagreb | 3            |
| Stefan Ristovski       | Rijeka        | 2            |
| Franko Andrijašević    | Rijeka        | 2            |
| Filip Bradarić         | Rijeka        | 1            |
| Josip Mišić            | Rijeka        | 1            |
| El Arbi Hillel Soudani | Dinamo Zagreb | 2            |
| Márkó Futács           | Hajduk Split  | 1            |
| Mario Gavranović       | Rijeka        | 1            |

Izvor:

## Trofej Nogometaš 2018.
- Najbolji hrvatski nogometaš:  Luka Modrić
- Najbolja hrvatska nogometašica:  Maja Joščak
- Najbolji hrvatski vratar:  Danijel Subašić
- Najbolji nogometaš Prve HNL:  El Arbi Hillel Soudani
- Najbolji mladi nogometaš Prve HNL:  Lovro Majer
- Najbolji trener Prve HNL:  Matjaž Kek

### Momčad godine 2018.
| Igrač                   | Momčad        | Broj nagrada |
| ----------------------- | ------------- | ------------ |
| Dominik Livaković       | Dinamo Zagreb | 3            |
| Josip Juranović         | Hajduk Split  | 1            |
| Zoran Nižić             | Hajduk Split  | 1            |
| Filip Benković          | Dinamo Zagreb | 1            |
| Borna Sosa              | Dinamo Zagreb | 1            |
| Arijan Ademi            | Dinamo Zagreb | 2            |
| Filip Bradarić          | Rijeka        | 2            |
| Lovro Majer             | Lokomotiva    | 1            |
| El Arbi Hillel Soudani  | Dinamo Zagreb | 3            |
| Héber Araujo dos Santos | Rijeka        | 1            |
| Mario Gavranović        | Dinamo Zagreb | 2            |

Izvor:

## Trofej Nogometaš 2019.
- Najbolji hrvatski nogometaš:  Luka Modrić
- Najbolja hrvatska nogometašica:  Leonarda Balog
- Najbolji hrvatski vratar:  Dominik Livaković
- Najbolji nogometaš Prve HNL:  Dani Olmo
- Najbolji mladi nogometaš Prve HNL:  Dani Olmo
- Najbolji trener Prve HNL:  Nenad Bjelica
- Najbolji hrvatski futsal igrač:  Duško Martinac

### Momčad godine 2019.
| Igrač                     | Momčad        | Broj nagrada |
| ------------------------- | ------------- | ------------ |
| Dominik Livaković         | Dinamo Zagreb | 4            |
| Kévin Théophile-Catherine | Dinamo Zagreb | 1            |
| Emir Dilaver              | Dinamo Zagreb | 1            |
| Domagoj Bradarić          | Hajduk Split  | 1            |
| Zoran Kvržić              | Rijeka        | 1            |
| Luka Ivanušec             | Lokomotiva    | 1            |
| Domagoj Pavičić           | Rijeka        | 2            |
| Dani Olmo                 | Dinamo Zagreb | 1            |
| Jairo                     | Hajduk Split  | 1            |
| Bruno Petković            | Dinamo Zagreb | 1            |
| Jakov Puljić              | Rijeka        | 1            |

Izvor:

## Trofej Nogometaš 2020.
- Najbolji hrvatski nogometaš:  Luka Modrić
- Najbolji hrvatski vratar:  Dominik Livaković
- Najbolji nogometaš Prve HNL:  Bruno Petković
- Najbolji mladi nogometaš Prve HNL:  Luka Ivanušec
- Najbolji trener Prve HNL:  Nenad Bjelica
- Najbolji travnjak Prve HNL: Stadion Rujevica

### Momčad godine 2020.
| Igrač             | Momčad        | Broj nagrada |
| ----------------- | ------------- | ------------ |
| Dominik Livaković | Dinamo Zagreb | 5            |
| Igor Silva        | Osijek        | 1            |
| Denis Kolinger    | Lokomotiva    | 1            |
| Mile Škorić       | Osijek        | 1            |
| Petar Bočkaj      | Osijek        | 1            |
| Nikola Moro       | Dinamo Zagreb | 1            |
| Mijo Caktaš       | Hajduk Split  | 1            |
| Arijan Ademi      | Dinamo Zagreb | 3            |
| Lirim Kastrati    | Lokomotiva    | 1            |
| Mirko Marić       | Osijek        | 1            |
| Bruno Petković    | Dinamo Zagreb | 2            |

Izvor:

## Trofej Nogometaš 2021.
- Najbolji hrvatski nogometaš:  Luka Modrić
- Najbolja hrvatska nogometašica:  Izabela Lojna
- Najbolji hrvatski vratar:  Dominik Livaković
- Najbolji nogometaš Prve HNL:  Bruno Petković
- Najbolji mladi nogometaš Prve HNL:  Joško Gvardiol
- Najbolji trener Prve HNL:  Nenad Bjelica
- Najbolji travnjak Prve HNL: Stadion Maksimir

### Momčad godine 2021.
| Igrač             | Momčad        | Broj nagrada |
| ----------------- | ------------- | ------------ |
| Dominik Livaković | Dinamo Zagreb | 6            |
| Igor Silva        | Osijek        | 2            |
| Rasmus Lauritsen  | Dinamo Zagreb | 1            |
| Mile Škorić       | Osijek        | 2            |
| Joško Gvardiol    | Dinamo Zagreb | 1            |
| Arijan Ademi      | Dinamo Zagreb | 4            |
| Luka Ivanušec     | Dinamo Zagreb | 2            |
| Lovro Majer       | Dinamo Zagreb | 1            |
| Ramón Miérez      | Osijek        | 1            |
| Mislav Oršić      | Dinamo Zagreb | 1            |
| Bruno Petković    | Dinamo Zagreb | 3            |

Izvor:

## Trofej Nogometaš 2022.
- Najbolji hrvatski nogometaš:  Luka Modrić
- Najbolji hrvatski vratar:  Dominik Livaković
- Najbolji nogometaš Prve HNL:  Marko Livaja
- Najbolji mladi nogometaš Prve HNL:  Lukas Kačavenda
- Najbolji trener Prve HNL:  Goran Tomić

### Momčad godine 2022.
| Igrač             | Momčad               | Broj nagrada |
| ----------------- | -------------------- | ------------ |
| Dominik Livaković | Dinamo Zagreb        | 7            |
| Stefan Ristovski  | Dinamo Zagreb        | 3            |
| Josip Elez        | Hajduk Split         | 2            |
| Josip Šutalo      | Dinamo Zagreb        | 1            |
| Petar Bočkaj      | Osijek/Dinamo Zagreb | 3            |
| Domagoj Pavičić   | Rijeka               | 3            |
| Arijan Ademi      | Dinamo Zagreb        | 5            |
| Filip Krovinović  | Hajduk Split         | 1            |
| Josip Drmić       | Rijeka               | 1            |
| Mislav Oršić      | Dinamo Zagreb        | 2            |
| Marko Livaja      | Hajduk Split         | 1            |

Izvor:

## Trofej Nogometaš 2023.
- Najbolji hrvatski nogometaš:  Luka Modrić
- Najbolji hrvatski vratar:  Dominik Livaković
- Najbolji nogometaš HNL:  Marko Livaja
- Najbolji mladi nogometaš HNL:  Martin Baturina
- Najbolji trener HNL:  Zoran Zekić
- Najbolji nogometašica 1. HNLŽ:  Izabela Lojna
- Najbolji nogometaš 1. HMNL:  Kristijan Čekol
- Najbolji travnjak HNL: Stadion Rujevica

### Momčad godine 2023.
| Igrač             | Momčad        | Broj nagrada |
| ----------------- | ------------- | ------------ |
| Dominik Livaković | Dinamo Zagreb | 8            |
| Stefan Ristovski  | Dinamo Zagreb | 4            |
| Josip Šutalo      | Dinamo Zagreb | 2            |
| Dino Perić        | Dinamo Zagreb | 1            |
| Dario Melnjak     | Hajduk Split  | 1            |
| Tonio Teklić      | Varaždin      | 1            |
| Martin Baturina   | Dinamo Zagreb | 1            |
| Josip Mišić       | Dinamo Zagreb | 2            |
| Matija Frigan     | Rijeka        | 1            |
| Luka Ivanušec     | Dinamo Zagreb | 3            |
| Marko Livaja      | Hajduk Split  | 2            |

Izvor:

## Trofej Nogometaš 2024.
- Najbolji hrvatski nogometaš:  Luka Modrić
- Najbolji hrvatski vratar:  Dominik Livaković
- Najbolji nogometaš HNL:  Bruno Petković
- Najbolji mladi nogometaš HNL:  Martin Baturina
- Najbolji trener HNL:  Sergej Jakirović
- Najbolji nogometašica 1. HNLŽ:  Maja Jošćak
- Najbolji nogometaš 1. HMNL:  Antonio Sekulić
- Najbolji travnjak HNL: Opus Arena

### Momčad godine 2024.
| Igrač             | Momčad        | Broj nagrada |
| ----------------- | ------------- | ------------ |
| Nediljko Labrović | Rijeka        | 1            |
| Stefan Ristovski  | Dinamo Zagreb | 5            |
| Niko Galešić      | Rijeka        | 1            |
| Stjepan Radeljić  | Rijeka        | 1            |
| Bruno Goda        | Rijeka        | 1            |
| Josip Mišić       | Dinamo Zagreb | 2            |
| Martin Baturina   | Dinamo Zagreb | 2            |
| Toni Fruk         | Rijeka        | 1            |
| Marko Pjaca       | Rijeka        | 3            |
| Bruno Petković    | Dinamo Zagreb | 4            |
| Ramón Miérez      | Osijek        | 2            |

Izvor:

## Trofej Nogometaš 2025.
- Najbolji hrvatski nogometaš:  Luka Modrić
- Najbolji hrvatski vratar:  Dominik Livaković
- Najbolji nogometaš HNL:  Marko Livaja
- Najbolji mladi nogometaš HNL:  Adriano Jagušić
- Najbolji trener HNL:  Gonzalo García
- Najbolji travnjak HNL: Opus Arena
- Najbolji nogometaš 1. NL:  Robin González
- Najbolji trener 1. NL:  Alen Šušnić
- Najbolji nogometaš HMNL:  Nikola Gudasić
- Najbolji trener HMNL:  Frane Despotović
- Najbolja hrvatska nogometašica:  Maja Joščak
- Najbolji nogometašica 1. HNLŽ:  Jasna Đoković

### Momčad godine HNL-a 2025.
| Igrač             | Momčad        | Broj nagrada |
| ----------------- | ------------- | ------------ |
| Marko Malenica    | Osijek        | 1            |
| Stjepan Radeljić  | Rijeka        | 2            |
| Dario Marešić     | Istra 1961    | 1            |
| Roko Jurišić      | Osijek        | 1            |
| Moris Valinčić    | Istra 1961    | 1            |
| Toni Fruk         | Rijeka        | 2            |
| Josip Mišić       | Dinamo Zagreb | 3            |
| Martin Baturina   | Dinamo Zagreb | 3            |
| Marko Livaja      | Hajduk Split  | 3            |
| Dimitar Mitrovski | Varaždin      | 1            |
| Marko Pjaca       | Dinamo Zagreb | 4            |

### Momčad godine 1. NL 2025.
| Igrač           | Momčad          | Broj nagrada |
| --------------- | --------------- | ------------ |
| Ivan Mandić     | Vukovar 1991    | 1            |
| Paul Tabinas    | Vukovar 1991    | 1            |
| Noel Bodetić    | Orijent 1919    | 1            |
| Mario Tadić     | Vukovar 1991    | 1            |
| Dominik Mulac   | Opatija         | 1            |
| Marin Pilj      | Vukovar 1991    | 1            |
| Robin González  | Vukovar 1991    | 1            |
| Tino Jukić      | Vukovar 1991    | 1            |
| Goodness Ajayi  | Opatija         | 1            |
| Andrija Bubnjar | Orijent 1919    | 1            |
| Ajdin Mujagić   | BSK Bijelo Brdo | 1            |

### Momčad godine HMNL-a 2025.
| Igrač          | Momčad        | Broj nagrada |
| -------------- | ------------- | ------------ |
| Ante Piplica   | Futsal Dinamo | 1            |
| Tihomir Novak  | Futsal Dinamo | 1            |
| Nikola Gudasić | Futsal Dinamo | 1            |
| David Barbarić | Olmissum      | 1            |
| Maro Đuraš     | Square        | 1            |

Izvori:

## Statistika

### Broj nagrada po pojedincu
| Mjesto | Igrač                  | Broj nagrada |
| ------ | ---------------------- | ------------ |
| 1.     | Dominik Livaković      | 8            |
| 2.     | Arijan Ademi           | 5            |
| 2.     | Stefan Ristovski       | 5            |
| 3.     | Bruno Petković         | 4            |
| 3.     | Marko Pjaca            | 4            |
| 5.     | El Arbi Hillel Soudani | 3            |
| 5.     | Martin Baturina        | 3            |
| 5.     | Petar Bočkaj           | 3            |
| 5.     | Luka Ivanušec          | 3            |
| 5.     | Marko Lešković         | 3            |
| 5.     | Marko Livaja           | 3            |
| 5.     | Josip Mišić            | 3            |
| 5.     | Domagoj Pavičić        | 3            |

### Broj nagrada po klubovima
| Mjesto | Klub              | Broj nagrada |
| ------ | ----------------- | ------------ |
| 1.     | Dinamo Zagreb     | 65           |
| 2.     | Rijeka            | 34           |
| 3.     | Hajduk Split      | 18           |
| 4.     | Osijek            | 13           |
| 5.     | Lokomotiva Zagreb | 6            |
| 6.     | Istra 1961        | 3            |
| 7.     | Split             | 2            |
| 7.     | Varaždin          | 2            |
| 8.     | Inter Zaprešić    | 1            |
| 8.     | Zagreb            | 1            |

### Broj nagrada po državama
| Mjesto | Država              | Broj nagrada |
| ------ | ------------------- | ------------ |
| 1.     | Hrvatska            | 107          |
| 2.     | Sjeverna Makedonija | 12           |
| 3.     | Bosna i Hercegovina | 4            |
| 3.     | Brazil              | 4            |
| 5.     | Alžir               | 3            |
| 5.     | Švicarska           | 3            |
| 7.     | Argentina           | 2            |
| 7.     | Austrija            | 2            |
| 8.     | Čile                | 1            |
| 8.     | Danska              | 1            |
| 8.     | Kosovo              | 1            |
| 8.     | Francuska           | 1            |
| 8.     | Mađarska            | 1            |
| 8.     | Španjolska          | 1            |